# Минжешть (Васлуй)
Минжешть, Минжешті (рум. Mânjești) — село у повіті Васлуй в Румунії. Входить до складу комуни Мунтеній-де-Жос.
Село розташоване на відстані 275 км на північний схід від Бухареста, 8 км на південний схід від Васлуя, 64 км на південь від Ясс, 131 км на північ від Галаца.

## Населення
За даними перепису населення 2002 року у селі проживали 906 осіб, усі — румуни. Усі жителі села рідною мовою назвали румунську.